# Mohammed Yousuf (Snookerspieler)
Mohammed Yousuf (Urdu: محمد یوسف‎; * 1952 in Bombay, Indien), manchmal auch Muhammad Yousaf, ist ein pakistanischer Snookerspieler, der mindestens zwölf Mal die pakistanische Snooker-Meisterschaft und darüber hinaus die Amateurweltmeisterschaft 1994, die Asienmeisterschaft 1998 und die Senioren-Amateurweltmeisterschaft 2006 gewinnen konnte. Darüber hinaus konnte er im Snooker-Mannschaftswettbewerb der Asienspiele 2002 eine Bronze-Medaille gewinnen.

## Karriere
Yousuf wurde 1952 im indischen Bombay geboren. Er emigrierte 1965 nach Pakistan. Zunächst lebte er in Lahore, später zog er nach Karachi um. Zwischen 1987 und 1993 wurde er jährlich pakistanischer Snooker-Meister. Deshalb war er seit 1987 regelmäßiger Teilnehmer an internationalen Turnieren. Seinen ersten größeren Erfolg konnte er auf internationaler Ebene aber erst bei der Asienmeisterschaft 1992 mit einer Viertelfinalteilnahme verbuchen. 1994 gelang ihm bei der Amateurweltmeisterschaft der Finaleinzug; mit einem 11:9-Sieg über Jóhannes R. Jóhannesson wurde er auch Amateurweltmeister. Anschließend wurde er zu einem Event der WPBSA Minor Tour 1994/95 sowie zur Red and White Challenge eingeladen, zwei professionellen Turnieren, doch beide Male verlor er sein Auftaktspiel. In den folgenden drein Jahren gehörte er bei der Amateurweltmeisterschaft zwar stets zu den Teilnehmern der Finalrunde, herausragende Ergebnisse glückten ihm aber nicht mehr. Grund dafür waren auch zwei weitere Meistertitels Yousufs in den Jahren 1996 und 1997. Mehr Erfolg hatte er bei der Asienmeisterschaft 1998, die er gewinnen konnte. 1998 misslang ihm der Versuch, sich übers Asian Tour Qualifier für die Profitour zu qualifizieren.
Anfang der 2000er-Jahre gehörte Yousuf weiterhin zu den führenden pakistanischen Snookerspieler, er gewann in dieser Zeit mindestens drei weitere Meistertitel. Abgesehen vom Gewinn einer Bronzemedaille mit dem pakistanischen Team bei den Asienspielen 2002 blieben internationale Erfolge aber aus. Danach entdeckte Yousuf die Senioren-Amateurweltmeisterschaft für sich und gehörte dort zwischen 2005 und 2007 zum Teilnehmerfeld, wobei er das Turnier 2006 gegen Glen Wilkinson gewinnen konnte. 2015 unterlag Yousuf zusammen mit Naveen Perwani dem afghanischen Team im Finale des Senioren-Events des IBSF World Team Cup.
Yousuf ist seit 1988 verheiratet und hat eine Tochter und einen Sohn. Er arbeitet in Pakistan als Billardtrainer, insbesondere im Juniorenbereich.

## Erfolge
| Ausgang         | Jahr | Turnier                                | Finalgegner             | Ergebnis  |
| --------------- | ---- | -------------------------------------- | ----------------------- | --------- |
| Amateurturniere |      |                                        |                         |           |
| Sieger          | 1987 | Pakistanische Snooker-Meisterschaft    | unbekannt               | unbekannt |
| Sieger          | 1988 | Pakistanische Snooker-Meisterschaft    | unbekannt               | unbekannt |
| Sieger          | 1989 | Pakistanische Snooker-Meisterschaft    | unbekannt               | unbekannt |
| Sieger          | 1990 | Pakistanische Snooker-Meisterschaft    | unbekannt               | unbekannt |
| Sieger          | 1991 | Pakistanische Snooker-Meisterschaft    | unbekannt               | unbekannt |
| Sieger          | 1992 | Pakistanische Snooker-Meisterschaft    | Naveen Perwani          | 8:1       |
| Sieger          | 1993 | Pakistanische Snooker-Meisterschaft    | unbekannt               | unbekannt |
| Sieger          | 1994 | IBSF-Snookerweltmeisterschaft          | Jóhannes R. Jóhannesson | 11:9      |
| Sieger          | 1996 | Pakistanische Snooker-Meisterschaft    | unbekannt               | unbekannt |
| Sieger          | 1997 | Pakistanische Snooker-Meisterschaft    | Farhan Mirza            | 8:7       |
| Sieger          | 1998 | ACBS-Snookerasienmeisterschaft         | Phirom Ritthiprasong    | 8:7       |
| Sieger          | 2000 | Pakistanische Snooker-Meisterschaft    | Saleh Mohammadi         | 8:4       |
| Sieger          | 2001 | Pakistanische Snooker-Meisterschaft    | Naveen Perwani          | 7:4       |
| Sieger          | 2004 | Pakistanische Snooker-Meisterschaft    | Imram Shahzad           | 7:3       |
| Sieger          | 2006 | IBSF-Senioren-Snookerweltmeisterschaft | Glen Wilkinson          | 5:4       |